# Bönerep

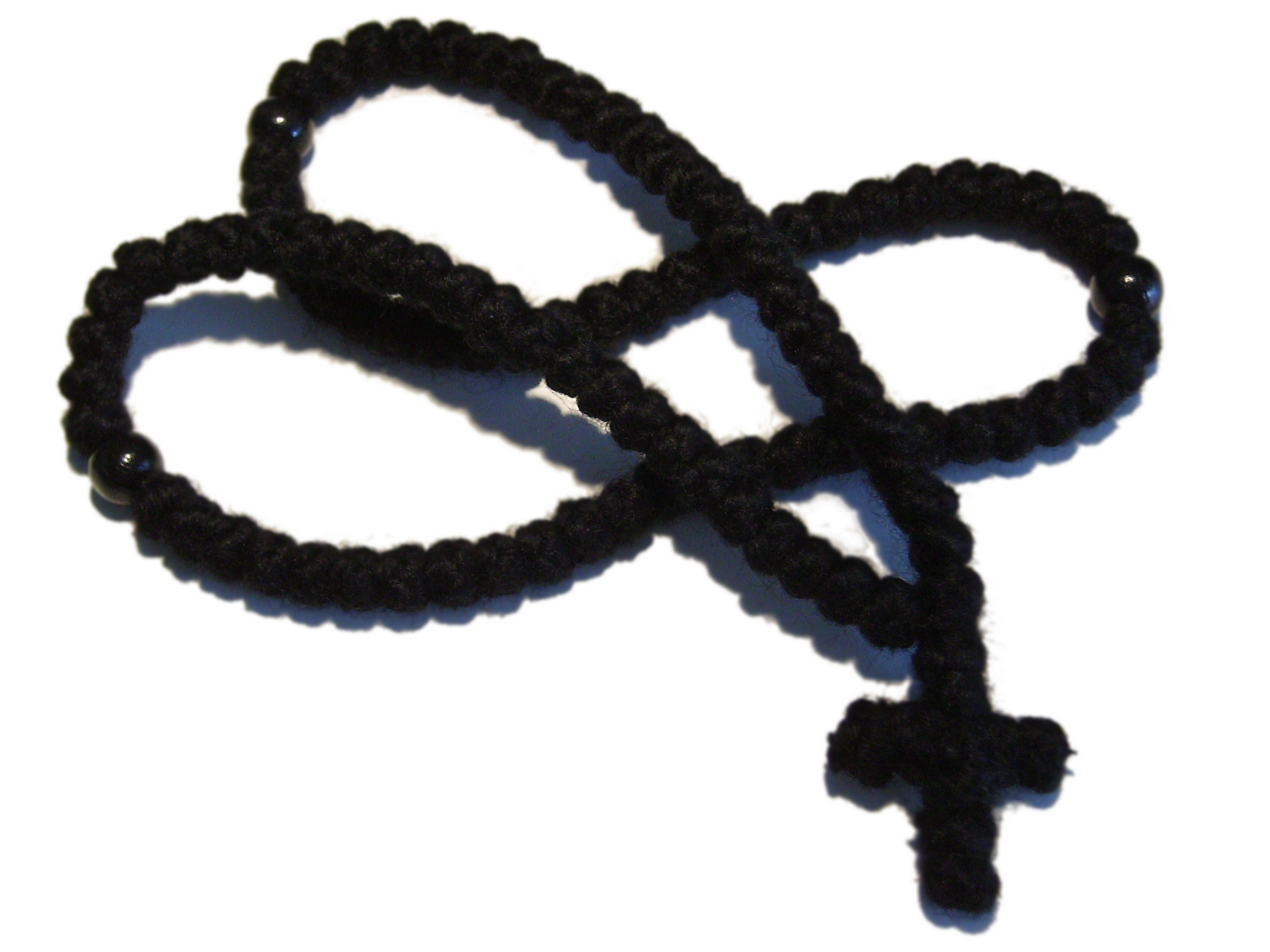
Östortodoxt bönrep med 100 knutar.

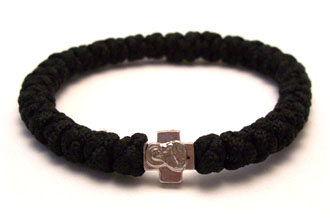
Bönerep med 33 knutar. De 33 knutarna representerar de 33 åren av Jesus Kristus liv på jorden.

Ett bönerep är inom de Östortodoxa och Östkatolska kyrkorna en form av snöre gjorda av öglade knutar och som används för hjälp under bön.

## Beskrivning
Bönrep finns i olika färger och storlekar. Antalet knutar som ett bönerep kan ha är olika, men du brukar vara 33, 40, 50, 100, 200, 300, etc. Det vanligaste antalet är 100 knutar och de som har 33 representerar de 33 åren av Jesus Kristus liv på jorden.
De flesta bönerep har ett kors för att markera "slutet". Vissa har också en tofs under korset. Dessutom har repen någon form av markör efter varje 10, 25 eller 50 knutar.

## Användandet av bönerep
Vid användning av bönrep brukar Jesusbönen ("Herre Jesus Kristus, Guds son, förbarma dig över mig, en syndare.") vara den mest förekommande bönen.
När man ber brukar man hålla repet i vänstra handen, där knutarna hålls mellan tummen och pekfingret och gå ner en knut varje gång man ber en bön. Den högra handen ska vara fri för att kunna göra korstecknet. När bönrep inte används brukar man traditionellt sett linda den runt den vänstra handleden så att det blir en påminnelse om att man ska be oavbrutet. Man kan också lägga den i en ficka på vänster sida och bör inte hänga från runt halsen eller från ett bälte. Under bönena ska man stå upp med huvudet nedböjt på ett ödmjukt sätt, men det funkar också att knäböja eller sitta, också med böjt huvud.

## Historik
Sättet att tillverka bönerep går tillbaka till när Helige Atonius den store (251-356) levde, där han tillverkade knutar i ett rep när han bad ''Herre förbarma dig''. Men när han gjorde dessa knutar sägs det att Satan ska ha löst upp de för att han skulle tappa räkningen. Då uppenbarade sig Jungfru Maria (Guds Moder) framför Antonius och då lärde hon ut han ett speciellt sätt att göra knutar, vilket var att de skulle se ut som sammanflätade kors. Efter det kunde Satan inte längre lösa upp knutarna, eftersom Antonius utgick från vad Maria lärde ut.

## Bilder

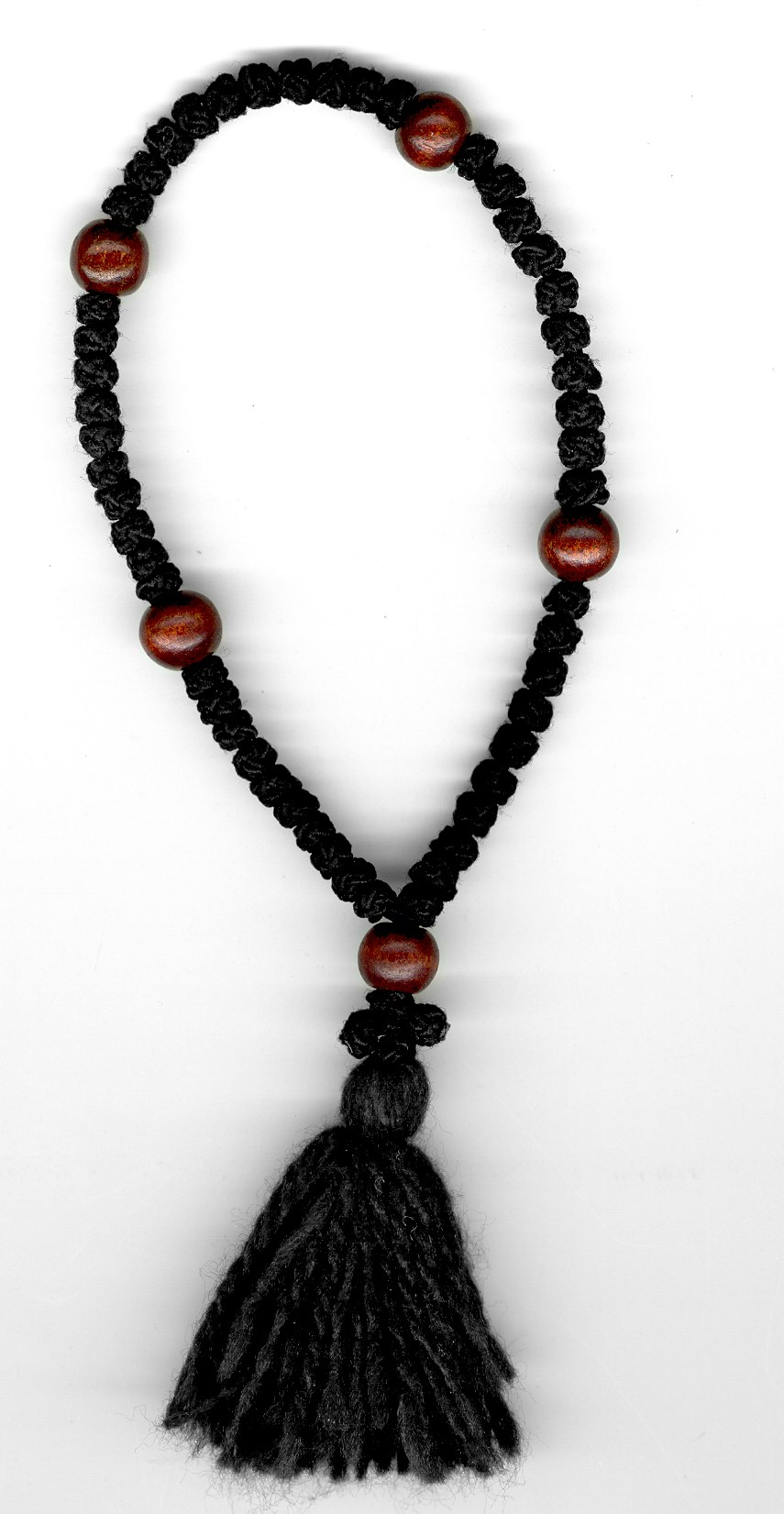
Bönerep med 50 knutar.
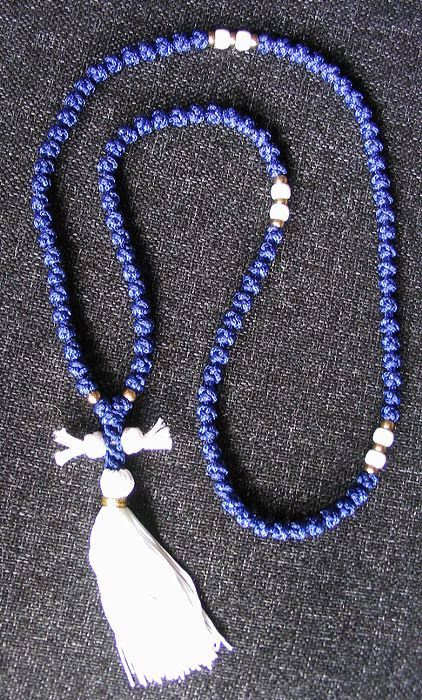
Bönerep med 100 knutar.
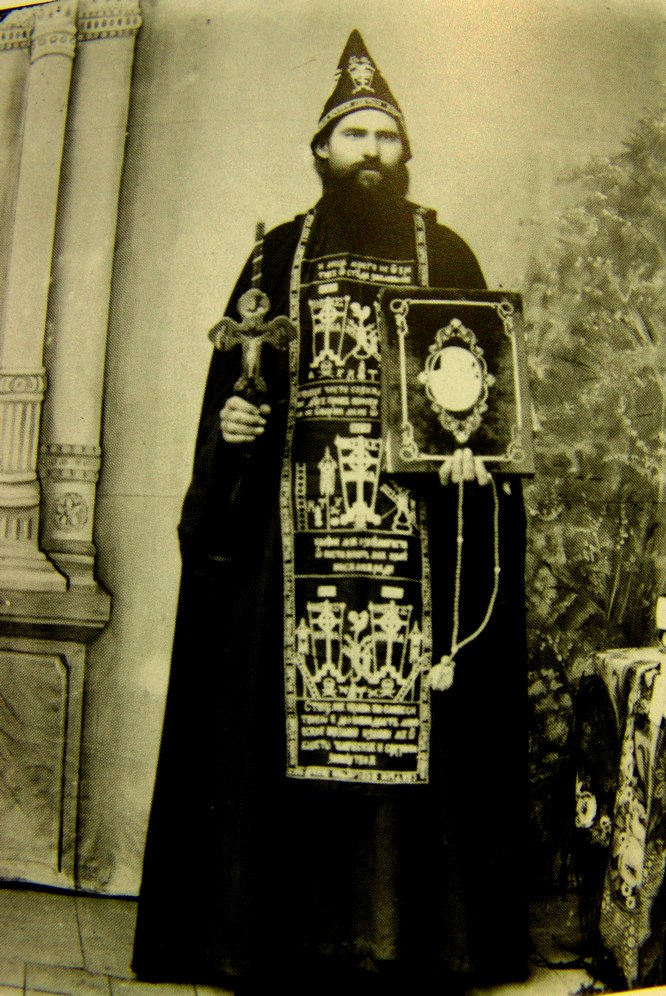
Östortodox munk tillhörande Stora Schemat från Athos i Grekland håller i ett bönerep i sin vänstra hand.